# ميخائيل رودريغوس
ميخائيل رودريغوس (بالإنجليزية: Michael Rodrigues)‏ هو سياسي أمريكي، ولد في 30 مايو 1959 في فول ريفر في الولايات المتحدة. حزبياً، نشط في الحزب الديمقراطي. وقد انتخب عضو مجلس نواب ماساتشوستس.